# منطقة وخا
وخا رمزها «WO» (بالإنجليزية: Wokha)‏ ، هو تقسيم إداري لدولة الهند تتبع ولاية ناجالاند (بالإنجليزية: Nagaland)‏ ، مركزها هو مدينة وخا (بالإنجليزية: Wokha)‏ عدد سكانها حسب تعداد سنة 2001 هو 161,098 ، مساحتها 1,628 كم² وكثافة السكان 99 لكل كم² .